# Cyarda haitensis
Cyarda haitensis är en insektsart som beskrevs av Metcalf och Bruner 1948. Cyarda haitensis ingår i släktet Cyarda och familjen Flatidae. Inga underarter finns listade i Catalogue of Life.